# 小行星6319
小行星6319（6319 Beregovoj）是一颗绕太阳运转的小行星，为主小行星带小行星。该小行星于1990年11月19日发现。

## 轨道参数
小行星6319的轨道半长轴为2.2662076 UA，离心率为0.083。